# Medgyessy Pál (matematikus)
Medgyessy Pál (Egercsehi, 1919. október 10. – Budapest, 1977. október 8.) matematikus, a matematikai tudományok doktora (1973).

## Életpályája
Tanulmányait Eötvös-kollégistaként a Budapesti Tudományegyetemen végezte. Pályafutását a Debreceni Egyetem Orvoskari Fizikai Intézetében gyakornokként kezdte. Betegsége miatt tudományos munkássága csak lassan bontakozott ki.
A latin nyelvű klasszikusokat eredetiben olvasta, a német, francia és olasz nyelvet jól beszélte és ismerte, a hadifogságban az oroszt is elsajátította, így a háború alatt tolmácsként is igénybe vették tudását. Angolul könyvei jelentek meg.
Az MTA Matematikai Kutatóintézetében aspiráns, Rényi Alfréd tanítványa. 1955-től az intézet tudományos munkatársa, ill. tudományos tanácsadója volt. A matematikai tudományok nagydoktori fokozatát 1973-ban nyerte el.
A Farkasréti temetőben nyugszik.

## Kutatási területei
Fő kutatási területe a valószínűségszámítás és matematikai statisztika, ezek alkalmazása; figyelemre méltóak a numerikus módszerekre vonatkozó eredményei is. Számos dolgozata orvosi, biológiai, kémiai, spektroszkópiai tárgyú. Érdekesek a különféle, nem elektronikus számológépre és berendezésekre vonatkozó eredményei is.
Kiváló szakértője volt a könyvtárügynek és bibliográfiának. Nevéhez fűződik a tizedes osztályozás matematikai részének modernizálása és több bibliográfia, többek között Riesz Frigyes és Rényi Alfréd munkái bibliográfiáinak elkészítése.
Tudománytörténeti munkái az ókori babilóniai és egyiptomi tudománnyal, a kínai matematika és asztrológia történetével foglalkoznak.

## Főbb művei

### Magyarul
- Valószínűségeloszlás-függvények keverékének felbontása összetevőire (Bp., 1954)
- Valószínűségszámítás (tankönyv, Takács Lajossal, Bp., 1957, 1966)
- Sűrűségfüggvények és diszkrét eloszlások szuperpozíciójának felbontása (Bp., 1971)
- Rényi Alfréd munkássága (összeáll., Bp., 1971)

### Angolul
- Decompositions of Superposition of Distribution Functions (Bp., 1961), 1995-ös kiadása: ISBN 978-1-4899-5624-8
- Decomposition of Superpositions of Density Functions and Discrete Distributions (New York, 1977). ISBN 978-0852742945.